# 데셈바르코 델 그란마 국립공원

데셈바르코 델 그란마 국립공원의 폭포

데셈바르코 델 그란마 국립공원(스페인어: Parque Nacional Desembarco del Granma)은 쿠바 그란마 주에 있는 국립공원이다. 1999년에 유네스코 세계유산에 등록되었다. 쿠바 자연 유산 중에서는 처음으로 등록된 것이다.

## 역사
1986년 국립 공원으로 지정되었다. 이름은 1956년에 피델 카스트로 중심의 그란마 호가 쿠바에 상륙했던 지역이 등록 범위에 포함된 데 따른 것이다.

## 면적
국립공원의 면적은 418.63km2이고 그중 세계 유산에 등록되어있는 것은 325.76 km2 (육상 261.80 km2, 해역 63.96 km2)이다. 나머지 92.87km2은 완충 지역으로 설정되어 있다.